# ناوزه فرناندز
ناوزه فرناندز (انگلیسی: Nauzet Fernández؛ زادهٔ ۲۲ آوریل ۱۹۷۸) بازیکن فوتبال اهل اسپانیا است.
از باشگاه‌هایی که او در آن بازی کرده، می‌توان به باشگاه فوتبال اکسترمادورا، باشگاه ورزشی اولیاننسه، باشگاه فوتبال فوئنلابرادا، باشگاه فوتبال اسپورتینگ سی‌پی بی و باشگاه فوتبال سابادل اشاره کرد.